# 江田鎌治郎
江田 鎌治郎（えだ かまじろう、1872年6月22日（明治5年5月17日） - 1957年（昭和32年）5月7日）は、日本の技術者、実業家。速醸酛の発明者として知られ、「酒聖」「酒造界の大恩人」と賞される。

## 略歴
1872年（明治5年）、新潟県糸魚川に生まれる。新潟師範学校、東京高等工業学校応用化学科（現・東京工業大学）卒業。東京税務監督局、大蔵省醸造試験所、大阪工業大学講師などを歴任。1909年、速醸酛を開発した。大蔵省を退官後、1933年（昭和8年）に江田醸造研究所（後の江田醸造株式会社）を設立。1916年に勲六等瑞宝章、1955年に紫綬褒章を受賞。
没後、日本生物工学会による生物工学奨励賞（江田賞）が創設された。

## エピソード
- 速醸酛の特許に関しては、公益性を考慮して取得しなかった[要出典]。現在、日本酒の9割以上が速醸酛を用いて作られている[6]。

## 著書
- 『杜氏醸造要訣』
- 『乳酸馴養 最新清酒連醸法』